# 展示频率上限
展示频率上限是广告学的专业词汇，意指某广告对某一浏览该网站的用户在一定范围时间内，所展示的上限次数（或者频率）。